# Jerga carcelaria
Una jerga carcelaria o jerga de prisión es un argot utilizado principalmente por delincuentes y detenidos en instituciones correccionales. Es una forma de antilengua. Muchos de los términos se refieren al comportamiento delictivo, la vida en prisión, los casos legales, la vida en la calle y diferentes tipos de reclusos. Varía según la institución, la región y el país. Este slang de prisión se puede encontrar en otras formas escritas como diarios, cartas, tatuajes, baladas, canciones y poemas. 
La jerga ha existido desde que ha habido delitos y prisiones; en la época de Charles Dickens se lo conocía como "cantor de ladrones". Las palabras de un argot de prisión a menudo se vuelven de uso común, tales como "snitch", "ducking" y "narc" en el idioma inglés. Los términos también pueden perder significado o volverse obsoletos, como "slammer" y "bull-derm". Normalmente, muchos de estos términos y expresiones pasan a formar parte del lenguaje coloquial del idioma.

## Estudios sobre la jerga

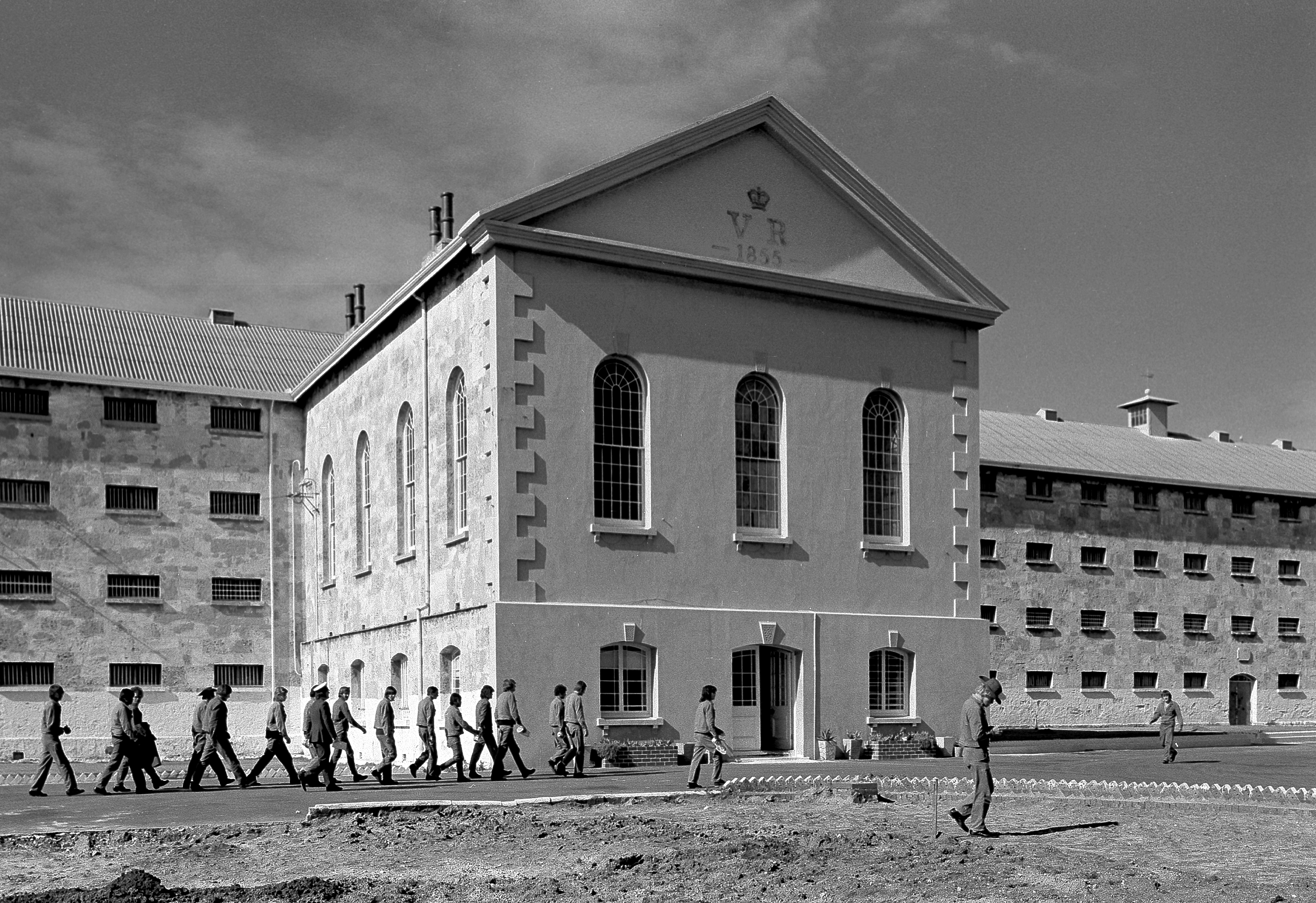
Presos frente al bloque de celdas principal, c. 1971

Las jergas carcelarias, al igual que otros tipos de jergas y dialectos, varían según la región. Por esa razón, los orígenes y el movimiento de la jerga de los reclusos a través de las cárceles son de interés para muchos lingüistas y antropólogos culturales. Algunas jergas son bastante antiguas. Por ejemplo, "to cart", que significa transferir a otra prisión, se utiliza en Glasgow desde 1733.
Bert Little, Ph.D. realizó un estudio de dos años sobre el slang en el inglés estadounidense con el objetivo principal de estar en la región de la planicie costera del sudeste de los Estados Unidos. Su estudio, publicado por el Consejo Directivo de la Universidad de Indiana en nombre de la revista de antropología lingüística, pasa a ofrecer un amplio glosario de términos del argot común que encontró dando vueltas por los sistemas penitenciarios.
Los estudios de Alicja Dziedzic-Rawska de la Universidad Marie Curie-Skłodowska en Polonia describen la jerga carcelaria como "extremadamente rica y creativa" con nuevas palabras que se forman a diario. Estos se utilizan principalmente como un medio de seguridad contra personas no autorizadas que reciben un determinado mensaje y, en algunos casos, pueden ser una forma de garantizar la supervivencia de un recluso dentro de las celdas.

## Ejemplos en español
Dependiendo del país, el vocabulario de la jerga varía. En las prisiones de España, para decir "pistola" se utilizan los términos "fusco", "pipa" o "chisme" y en Colombia se utilizan "fierro", "trueno" y "boquifrío", en Ecuador, Venezuela, Chile y Panamá se dice "cañón", "fierro" o "hierro". En Argentina se usa "tumba" para "cárcel" mientras que, en España se usan "talego" y "trullo".
En Argentina, la jerga que se usa es una mezcla de palabras que van del lunfardo tanguero a la cumbia villera. También hay muchas variaciones por época y nuevas extensiones de significado de muchas palabras que desarrollan nuevas formas de la jerga propia de los presos. Algunas palabras incluso tienen una gran variedad de sinónimos, como en Colombia, que para referirse a la policía se pueden escuchar todos los términos siguientes: aguacate, alicorto, botero, cabezón, chota, comelón, ferrunchos, gofias, iguanas, la cuchilla, pocholo, raya, los runchos, los tiras y yusta. En Argentina es común escuchar "cana" y "rati", y en España "pasma" y "madero".
En México se utilizan diferentes expresiones como "¿Quiúbanas mi cuáchara?", que quiere decir "¿Qué tal mi amigo?"; "¿Qué soleta?" para preguntar "¿Qué hay de nuevo?"; y "¿Chamuscas calichi?" para preguntar "¿Hablas en caló?". Términos como "hacerse Shakira", que significa "hacerse el ciego, sordo y mudo", son comunes en la jerga de diferentes países hispanohablantes, como México y Colombia.